# Пам'ятник Шолому-Алейхему (Нетанья)
Пам'ятник Шолому-Алейхему (Нетанія) - монумент, встановлений на честь великого єврейського письменника Шолома-Алейхема на бульварі Шолом-Алейхем у місті Нетанія, Ізраїль.

## Історія
Розробив і створив пам'ятник ізраїльський скульптор Лев Сеґаль. Спочатку він виконав у бронзі (60 см) скульптуру Шолома-Алейхема, яка демонструвалася на численних виставках, домагаючись схвалення установ і фінансування пам'ятника. У 2012 році Лев Сегал переміг в конкурсі проектів на створення пам'ятника Шолом-Алейхему і, завдяки підтримці мера міста Мирьям Файрберґ-Ікар, 19 липня 2012 було відкрито пам'ятник на бульварі Шолом-Алейхем в Нетанії. Біля пам'ятника було розміщено текст, спеціально написаний внучкою Шолома-Алейхема - письменницею Бел Кауфман.

## Опис пам'ятника
Пам'ятник Шолом-Алейхему висотою в 3 м. був відлитий з бронзи. Класик єврейської літератури зображений в сюртуку, пенсне, краватці, з пером і книжечкою в правій руці; ліва рука з капелюхом піднята над головою в знак вітання ( «Шолом Алейхем!» — «Мир вам!»). При цьому Шолом-Алейхем виглядає зовсім не солідним, сидячи на козі, неодмінним атрибутом картинок єврейського побуту. Він ніби летить над містечком, описуючи життя його мешканців, а сама коза, повернувши голову, спостерігає за цим творчим процесом. Таке образне рішення пам'ятника відзначено теплотою і дивним почуттям гумору, так характерним для самого письменника. Поруч з пам'ятником - бронзова табличка з текстом англійською та івритом: «Шолом-Алейхем - видатний письменник на ідиш, душа єврейського народу 1859-1916».